# Ulrich Frohriep
Ulrich Frohriep (* 18. November 1943 in Rostock) ist ein deutscher Schriftsteller.

## Leben
Nach seinem Hochschulabschluss arbeitete Ulrich Frohriep von 1970 bis 1986 als Verlagslektor beim Hinstorff Verlag. Frohriep ist stellvertretender Vorsitzender des Verbandes deutscher Schriftsteller in Mecklenburg-Vorpommern. Er ist der Bruder des Schauspielers Jürgen Frohriep.

## Werke

### Bücher
- Westindienfahrer. Eine Seeräuberballade, Roman, 1986, BS-Verlag-Rostock 2000
- Die Belagerung & Ich habe getötet, Hörspiele, BS-Verlag-Rostock 2002
- Simon und die Nixe Thalassia, Kinderbuch, 2003
- Rudolf Petershagen und die kampflose Übergabe der Stadt Greifswald, (Herausgeber mit Hans-Jürgen Schumacher), Zeitzeugen erinnern sich, BS-Verlag-Rostock 2005
- Was immer euch versprochen wird, Kriminalerzählung, BS-Verlag-Rostock 2005

### Fernsehfilme
- 1986: Polizeiruf 110: Kein Tag ist wie der andere (TV-Reihe)
- 1989: Polizeiruf 110: Katharina (TV-Reihe)
- 1990: Polizeiruf 110: Das Duell (TV-Reihe)

### Kinderhörspiele
- Lasse, mein Knecht, 1979
- Thorstein und Einar, 1980
- Ein Mann namens Gratsch, 1982
- Simon und die Nixe Thalassia, 1985

### Kriminalhörspiele
- Kramer, Oberleutnant, 1982
- Ein höchst attraktives Frauenzimmer, 1983
- Der Maler und das Mädchen, 1988
- Zwei Frauen, 1989
- Ich habe getötet, 1990

### Theaterstück
- Liebe Dichtung Tod, Ein Theaterstück über die vergessene Barockdichterin Sibylla Schwarz (1621–1638), BS-Verlag-Rostock 2010